# Chalepus assmanni
Chalepus assmanni es un coleóptero de la familia Chrysomelidae.
Fue descrita científicamente en 1936 por Uhmann.